# MSL 1차 마이너리그
MSL 1차 마이너리그(MSL 1st Minorleague)는 TG삼보 MSL 2003의 진출자를 가리는 대회로 개최되었다. MSL 예선전이 폐지된 후 MBC게임 스타리그 본선 진출자를 선별하기 위해 신설되었다. 이후, MSL 마이너리그로 변경되면서, 마이너결정전으로 바뀌었다.

## 리그방식
- 지난 시즌(스타우트 MSL) 5위~16위 12명과 예선참가선수 82명이 총 94명이 24개조로 구성되어 오프라인 예선을 치른다.
- 각 조에서 1차전 3판 2선 승부를 치른 후 승자는 승자전에서 다시 3판 2선승제 승부로 각조 1위와 2위를 가린다.
- 각 조 1위는 옆조 1위와 3판 2선승제 승부로 승자는 MSL 본선 진출, 패자는 차기 마이너리그 직행.
- 각 조 2위는 옆조 2위와 3판 2선승제 승부로 승자는 차기 마이너리그 직행, 패자는 차기 마이너리그 탈락.

## 리그기간
- 오프라인 예선 : 2003년 8월 10일 (장소: 코엑스 세중게임월드 PC방)

| 메이저 진출전 일정 (2003년 8월 14일 ~ 8월 25일) |          |
| 회차                                            | 일정     |
| 1                                               | 8월 14일 |
| 2                                               | 8월 18일 |
| 3                                               | 8월 21일 |
| 4                                               | 8월 25일 |

## 참가 선수
- 스타우트 MSL 5위~16위 (12명)
  - 테란 : 임요환, 김정민, 서지훈, 김현진, 변길섭, 조정현
  - 저그 : 홍진호, 장진수, 박태민, 변은종
  - 프로토스 :  백영민, 김환중
- 이외 일반 예선 참가자 (82명)
  - 하기 오프라인 예선 문단 참조

## 오프라인 예선
| 순위       | 1조    | 2조    | 3조    | 4조    | 5조    | 6조      | 7조    | 8조    | 9조        | 10조   | 11조   | 12조   |
| ---------- | ------ | ------ | ------ | ------ | ------ | -------- | ------ | ------ | ---------- | ------ | ------ | ------ |
| 1위        | 홍진호 | 김현진 | 한승엽 | 주진철 | 김성제 | 베르트랑 | 나도현 | 김정민 | 변은종     | 서지훈 | 변길섭 | 이병민 |
| 2위        | 차재욱 | 박정은 | 김영미 | 최수범 | 서지수 | 박정길   | 백영민 | 박상익 | 기욤패트리 | 이현승 | 국기봉 | 조용성 |
| 1회전 탈락 | 안기효 | 안석열 | 박경락 | 문준희 | 전상욱 | 박태건   | 김근백 | 박민현 | 김선기     | 신정민 | 이주영 | 성준모 |
| 1회전 탈락 | 곽주훈 | 피터   |        | 이창훈 |        | 정재호   | 김신덕 | 조상호 | 김인철     | 이근택 | 송동호 | 이운재 |
| 순위       | 13조   | 14조   | 15조   | 16조   | 17조   | 18조     | 19조   | 20조   | 21조       | 22조   | 23조   | 24조   |
| 1위        | 심소명 | 오상봉 | 박성준 | 최연성 | 조병호 | 김환중   | 나경보 | 박용욱 | 이재항     | 최인규 | 장진수 | 강도경 |
| 2위        | 박태민 | 김동진 | 송병석 | 성학승 | 장진남 | 박동욱   | 조정현 | 김종성 | 박정석     | 박신영 | 임정호 | 민광현 |
| 1회전 탈락 | 임요환 | 손승완 | 유인봉 | 김승인 | 이기석 | 도진광   | 임성춘 | 서경종 | 윤정민     | 박지호 | 이재훈 | 박성훈 |
| 1회전 탈락 | 손정준 | 김갑용 | 안시현 | 김동우 | 지영훈 | 김상우   | 김경환 | 심성수 | 임균태     | 이동근 | 금송현 | 박준상 |

- 각 조 1위 : 메이저진출전
- 각 조 2위 : 2차 마이너리그 마이너진출전

## 메이저진출전
| 메이저진출전 | Match1 | Match1 | Match1 | Match1 | Match2  | Match2 | Match2 | Match2 | Match3 | Match3 | Match3   | Match3 |
| 1주차        | 홍진호 | 2      | 김현진 | 0      | 한승엽  | 2      | 주진철 | 0      | 김성제 | 1      | 베르트랑 | 2      |
| 2주차        | 김정민 | 1      | 나도현 | 2      | 변은종  | 2      | 서지훈 | 0      | 이병민 | 2      | 변길섭   | 0      |
| 3주차        | 심소명 | 2      | 오상봉 | 1      | 최연성  | 2      | 박성준 | 0      | 김환중 | 2      | 조병호   | 0      |
| 4주차        | 박용욱 | 2      | 나경보 | 0      | 이재항1 | 2      | 최인규 | 0      | 장진수 | 2      | 강도경   | 0      |

1. 이재항의 기권으로, 상대였던 최인규가 진출하였다.

## 진출자
- 테란: 한승엽, 베르트랑, 나도현, 이병민, 최연성, 최인규[3]
- 저그: 홍진호, 변은종, 심소명, 장진수, 이재항[4]
- 프로토스: 김환중, 박용욱

최종적으로 상기 선수들이 차기 MSL인 TG삼보 MSL 2003에 진출하였다.